# Albert Sonnenfeld
Albert Sonnenfeld (* 22. Juli 1934 in Berlin) ist ein deutsch-amerikanischer Romanist und Hochschullehrer.

## Leben
Albert Sonnenfeld ist ein Sohn des Mediziners Arthur Sonnenfeld und der Augenärztin Anni Lichtenstein. Die Familie emigrierte 1938 in die Vereinigten Staaten. 1945 erhielt er die US-amerikanische Staatsangehörigkeit. Ab 1951 studierte er am Oberlin College und ab 1955 an der Princeton University. Dort wurde er 1958 promoviert, 1960 Assistenzprofessor für französische und europäische Literatur, 1964 Associate Professor und 1968 Full Professor. Von 1986 bis zu seiner Emeritierung 2004 war er M. F. Chevalier Professor für Französische Literatur und Komparatistik an der University of Southern California in Los Angeles. Ab 1970 gab er die Zeitschrift Journal of European Studies heraus.
Sonnenfeld heiratete 1955 Portia Beson Leys, sie haben zwei Kinder.

## Schriften (Auswahl)
- L'Oeuvre poétique de Tristan Corbière. Université de Princeton, New Jersey und Presses universitaires de France, Paris 1960.
- Crossroads. Essays on the Catholic novelists. Summa, York 1982.
- (Hrsg.) Marcel Proust: Un Amour de Swann. Gallimard, Paris 1986.